# Octobre (poème)
Pour les articles homonymes, voir Octobre (homonymie).
Octobre est un poème de Pierre Seghers écrit en décembre 1941 en réaction aux représailles après la mort de Karl Hotz et à la mémoire des 50 fusillés du camp de Souge.
Le poème est publié sans signature en 1942 dans la revue littéraire suisse Traits créée par François Lachenal.
En 1943, il est publié sous le pseudonyme, trouvé par Paul Éluard, de Louis Maste dans L'Honneur des poètes, un recueil clandestin des Éditions de Minuit.